# Vivement la rentrée
Vivement la rentrée (Is It Fall Yet?) est un épisode spécial de 72 minutes de la série télévisée d'animation Daria, diffusé sur MTV le 27 août 2000 aux États-Unis. Chronologiquement, il se situe entre les saisons 4 et 5 de la série.

## Résumé
La fin de l'année scolaire arrive à Lawndale et les relations entre Daria et Jane ne sont toujours pas au beau fixe. L'une est condamnée à travailler comme animatrice au "Camp des Chaudes Larmes", la colonie de vacances "introspective" de M. O'Neill, tandis que l'autre quitte la ville pour un stage de peinture dans une communauté d'artistes. Parallèlement, le début d'histoire de Tom et Daria connaît quelques difficultés, liées entre autres à leur différence de classe sociale. 
Quant à Quinn, elle s'inquiète pour la première fois de la médiocrité de ses résultats scolaires, et demande à ses parents de lui engager un répétiteur ...

## Fiche technique
- Réalisation : Karen Disher et Guy Moore
- Scénario : Glenn Eichler et Peggy Nicoll
- Générique de début : Turn Down The Sun par Splendora
- Générique de fin : I May Hate You Sometimes de The Posies (diffusion originale), Sixteen and Confused de Parade of Lovers (éditions vidéo)

### Voix originales
Les voix des personnages récurrents sont les mêmes que pour le reste de la série.
Trois personnalités ont participé à cet épisode :
- Carson Daly : David Sorenson
- Dave Grohl : Daniel Dotson
- Bif Naked : Alison

## Vidéo
Il n'existe pas d'édition française et/ou proposant la version française sur support vidéo.
Is It Fall Yet? existe en deux éditions DVD zone 1 en version originale. La première est sortie en janvier 2002, composée d'un seul disque, le film est accompagné des deux derniers épisodes de la saison 4 et d'un clip de Spirale Mystik. 
L'épisode a été réédité en mai 2010 dans le coffret proposant l'intégrale de la série.